# هيتوشي كيمورا
هيتوشي كيمورا هو سياسي ياباني، ولد في 1934. حزبياً، نشط في الحزب الليبرالي الديمقراطي الياباني. وقد انتخب عضو مجلس المستشارين (12 يوليو 1998 – 25 يوليو 2010).